# Arques-la-Bataille
Arques-la-Bataille ist eine französische Gemeinde mit 2.433 Einwohnern (Stand: 1. Januar 2022) im Département Seine-Maritime in der Region Normandie. Sie gehört administrativ zum Arrondissement Dieppe und ist Teil des Kantons Dieppe-2 (bis 2015: Kanton Offranville). Die Einwohner werden Arquais genannt.

## Geografie
Arques-la-Bataille liegt wenige Kilometer südlich der Alabasterküste am Ärmelkanal. Hier fließen die Flüsse Béthune, Eaulne und Varenne in den Arques zusammen, der wenige Kilometer nördlich in den Ärmelkanal mündet. Umgeben wird Arques-la-Bataille von den Nachbargemeinden Martin-Église im Norden, Ancourt im Nordosten, Saint-Nicolas-d’Aliermont im Osten, Saint-Aubin-le-Cauf und Martigny im Südosten, Aubermesnil-Beaumais im Süden, Tourville-sur-Arques im Südwesten, Saint-Aubin-sur-Scie im Westen und Nordwesten sowie Rouxmesnil-Bouteilles im Nordwesten.

## Geschichte
Erstmals urkundlich erwähnt wurde Arques im Jahre 750. Den Beinamen erhielt die Ortschaft 1882 wegen der Schlacht bei Arques vom 15. zum 29. September 1589. Während der Hugenottenkriege gelang es hier dem protestantischen König Heinrich IV. die katholische Liga trotz zahlenmäßiger Unterlegenheit zu besiegen. Von 1636 bis 1791 befand sich hier die Zisterzienserinnenabtei Arques.

### Bevölkerungsentwicklung
| 1962 | 1968 | 1975 | 1982 | 1990 | 1999 | 2006 | 2012 |
| ---- | ---- | ---- | ---- | ---- | ---- | ---- | ---- |
| 2735 | 2813 | 2653 | 2742 | 2546 | 2535 | 2486 | 2603 |

## Sehenswürdigkeiten

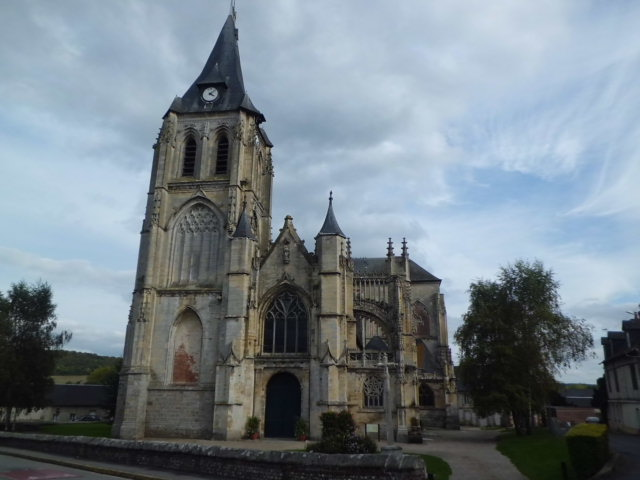
Kirche Notre-Dame-de-l’Assomption

- Kirche Notre-Dame-de-l’Assomption im spätgotischen Stil des 16. Jahrhunderts errichtet
- Burg Arques-la-Bataille am Zusammenfluss von Varenne, Béthune und Eaulne gelegen, im 12. Jahrhundert errichtet, seit 1875 Monument historique
- zahlreiche Bürgerhäuser aus dem 15. und 16. Jahrhundert
- Militärfriedhof des Ersten Weltkrieges (vor allem südafrikanische Soldaten)

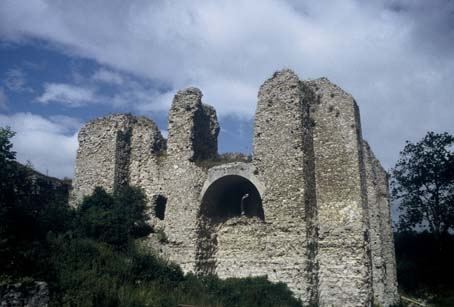
Burg Arques

## Persönlichkeiten
- Pierre Desceliers (um 1500 – um 1558), Kartograph, vermutlich in Arques geboren
- Henri Marie Ducrotay de Blainville (1777–1850), Anatom und Zoologe